# Taenaris simonetta
Taenaris simonetta är en fjärilsart som beskrevs av Hans Fruhstorfer 1905. Taenaris simonetta ingår i släktet Taenaris och familjen praktfjärilar. Inga underarter finns listade i Catalogue of Life.